# 法船寺

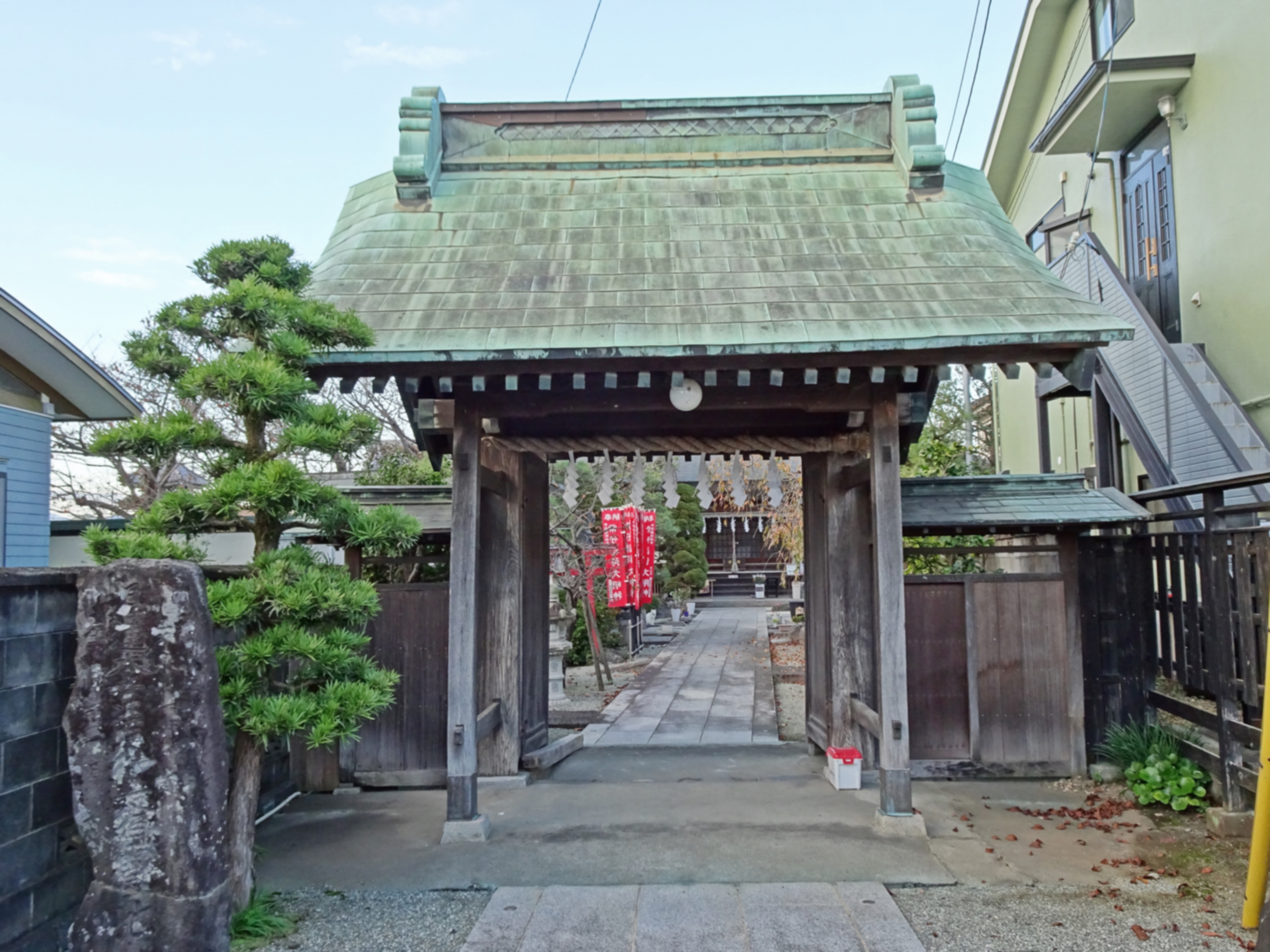
法船寺山門

法船寺（ほうせんじ）は神奈川県小田原市酒匂（さかわ）二丁目35番地にある日蓮宗の寺。山号は済度山。日蓮が一泊した霊跡の一つとして、信徒の巡拝コースに入っている。旧本山は、比企谷妙本寺。池上・土富店法縁。

## 縁起
1274年、日蓮一向が身延山に赴くために酒匂川まで来たものの、増水により渡ることができないでいると、翁に化身した地蔵菩薩の導きで地蔵堂に1泊し、翌日無事に川を渡ったという。その時に堂守が法華経の教えを受けて日蓮宗に改宗し、後に同所に越中阿闍梨朗慶によって法船寺が創建されたと伝えられている。

## 歴史
- 江戸時代初期には鎌倉比企谷妙本寺の末寺の一つで、日蓮宗不受不施派の寺あったが、1669年に始まる弾圧を受けて同派を離脱した。
- 1994年に五重塔を完工した。総高6.8m、総檜本瓦葺きの本格建築で、横浜日吉天野工務店施工。総工費約7500万円。

## 周辺
- 酒匂には法船寺の外に法秀寺、法善寺、本典寺、妙蓮寺などの日蓮宗寺院がある。
- 徒歩5分ほどで酒匂川に至る。